# Лу Чуньлун
Лу Чуньлун  (кит.: 陆 春龙, 8 квітня 1989) — китайський стрибун на батуті, олімпійський чемпіон.

## Виступи на Олімпіадах
| Олімпіада   | Дисципліна | Місце |
| ----------- | ---------- | ----- |
| Пекін 2008  | особисті   | 1     |
| Лондон 2012 | особисті   | 3     |